# Alvar Ellegård
Alvar Ellegård, né le 12 novembre 1919 à Göteborg et décédé le 8 février 2008, est un savant et linguiste suédois, qui fut professeur émérite d'anglais à l'Université de Göteborg. Il était également membre du conseil scientifique de l'Encyclopédie nationale suédoise, mais ce qui l'a fait surtout connaître, ce sont ses livres sur le conflit entre le dogme religieux et la science et sa lutte en faveur de l'hypothèse selon laquelle Jésus serait un mythe.

## Sa carrière d'érudit
En 1953, il fut nommé professeur d'anglais associé à la suite de sa thèse sur l'auxiliaire « do » et fut professeur de langue anglaise à l'Université de Göteborg de 1962 à 1984. 
Son livre Darwin and the General Reader (1958) est une étude détaillée de l'évolution de l'opinion publique britannique, qui a eu lieu après la publication en 1859 de L'Origine des espèces. Il se fonde sur une analyse de la presse périodique de l'époque.

## Écrits sur le christianisme
Après sa retraite comme professeur, Ellegård commença des recherches dans un nouveau domaine : l'historicité de Jésus. Dans son livre Myten om Jesus (Le mythe qui entoure Jésus), il présente de nouvelles théories sur les Manuscrits de la mer Morte et leur association avec l'histoire des débuts du christianisme. Selon lui, le Jésus primitif doit être identifié au Maître de Justice, qui était le chef des Esséniens à Qumran environ 150 ans plus tôt que l'époque des évangiles, et c'est saint Paul qui a créé le christianisme grâce aux contacts qu'il a eus avec les sectes qui conservaient les Manuscrits de la mer Morte. 
Selon Ellegård, l'Écrit de Damas vient conforter cette théorie. Le document indique que les Esséniens avaient quitté Jérusalem pour s'installer à Damas, mais le mot de « Damas » semble être utilisé symboliquement pour désigner l'exil. Ellegård y voit une preuve que le "Damas" mentionné dans les Actes des Apôtres est en réalité Qumran. Saint Paul était en route vers Damas quand il a eu une vision de Jésus.

## Œuvres choisies
- The Auxiliary Do (thèse, 1953)
- Darwin and the General Reader (1958)
- A Statistical Method for Determining Authorship (1962)
- The Syntactic Structure of English Texts (1978)
- (sv) Myten om Jesus: den tidigaste kristendomen i nytt ljus, Bonniers (Stockholm 1992).  (ISBN 91-34-51245-4) (sv)
- Jesus – One Hundred Years Before Christ: A Study In Creative Mythology, (Londres 1999).  (ISBN 0-87951-720-4)